# Melanichneumon limbifrons
Melanichneumon limbifrons là một loài tò vò trong họ Ichneumonidae.